# Comuna Colonești, Olt
Colonești este o comună în județul Olt, Muntenia, România, formată din satele Bărăști, Bătăreni, Cârstani, Chelbești, Colonești (reședința), Guești, Mărunței, Năvârgeni și Vlaici.

## Stemă
Descrierea stemei:

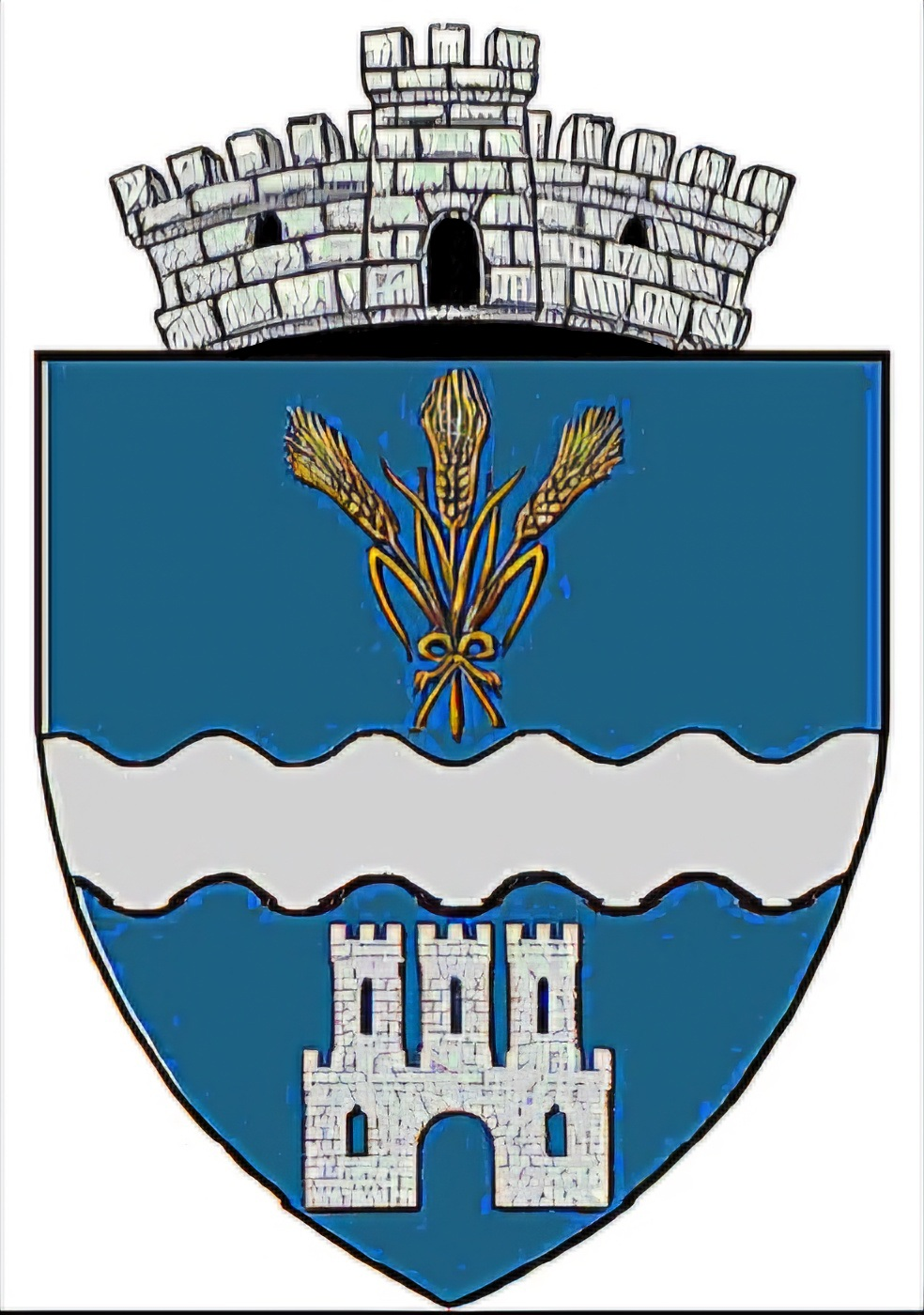
Stema Comunei Colonești

Stema comunei Colonești, potrivit anexei nr. 1.2, se compune dintr-un scut triunghiular cu marginile rotunjite, având câmpul albastru, tăiat de un brâu undat, de argint.În partea superioară se află trei spice de grâu legate cu o panglică, totul de aur.În partea inferioară se află un castel medieval deschis, cu trei turnuri, fiecare cu câte trei creneluri, totul de argint.Scutul este trimbrat de o coroană murală de argint cu un turn crenelat.
Semnificațiile elementelor însumate:
Castelul medieval dă denumirea localității Colonești, prin faptul că în secolul al II-lea zona a fost populată cu coloni aduși de împăratul Traian după cucerirea Daciei.
Cele nouă creneluri reprezintă numărul satelor componente.
Brâul undat de argint semnifică pârâul Vedița, care străbate localitatea.
Spicele de grâu semnifică ocupația de bază a locuitorilor, agricultura.
Coroana murală cu un turn crenelat semnifică faptul că localitatea are rangul de comună.

## Demografie
Componența etnică a comunei Colonești
     Români (95,91%)
     Alte etnii (0%)
     Necunoscută (4,09%)
Componența confesională a comunei Colonești
     Ortodocși (95,02%)
     Alte religii (0,71%)
     Necunoscută (4,27%)
Conform recensământului efectuat în 2021, populația comunei Colonești se ridică la 1.688 de locuitori, în scădere față de recensământul anterior din 2011, când fuseseră înregistrați 2.072 de locuitori. Majoritatea locuitorilor sunt români (95,91%), iar pentru 4,09% nu se cunoaște apartenența etnică. Din punct de vedere confesional, majoritatea locuitorilor sunt ortodocși (95,02%), iar pentru 4,27% nu se cunoaște apartenența confesională.

## Politică și administrație
Comuna Colonești este administrată de un primar și un consiliu local compus din 9 consilieri. Primarul, Nicolae Stan[*], de la Partidul Social Democrat, este în funcție din 2016. Începând cu alegerile locale din 2024, consiliul local are următoarea componență pe partide politice:
|  | Partid                   | Consilieri | Componența Consiliului | Componența Consiliului | Componența Consiliului | Componența Consiliului | Componența Consiliului | Componența Consiliului | Componența Consiliului | Componența Consiliului | Componența Consiliului |
|  | ------------------------ | ---------- | ---------------------- | ---------------------- | ---------------------- | ---------------------- | ---------------------- | ---------------------- | ---------------------- | ---------------------- | ---------------------- |
|  | Partidul Social Democrat | 9          |                        |                        |                        |                        |                        |                        |                        |                        |                        |

## Personalități
- Căpitanul aviator Alexandru Șerbănescu, cunoscut ca „Alecu”, (n. 17 mai 1912, Colonești, jud. Olt, d. 18 august 1944, jud. Buzău), a fost un as al aviației de vânătoare române în timpul celui de al Doilea Război Mondial. Format inițial ca vânător de munte, este atras de aviație, devenind întâi observator aerian, iar în 1941 pilot, zburând inițial pe avionul IAR 80, iar ulterior pe Bf 109G.